# Étoile de Bessèges 2016
Der 46. Étoile de Bessèges 2016 fand vom 3. bis zum 7. Februar 2016 in Frankreich. Dieses Radrennen war Teil der UCI Europe Tour 2016 und war dort in der Kategorie 2.1 eingestuft.

## Teilnehmende Mannschaften
| WorldTeams (4)- AG2R La Mondiale - FDJ - IAM Cycling - Lotto-Soudal Professional Continental Teams (8)- Caja Rural-Seguros RGA - Cofidis, Solutions Crédits - Delko-Marseille Provence-KTM - Direct Énergie - Fortuneo-Vital Concept - Team Roth - Topsport Vlaanderen-Baloise - Wanty-Groupe Gobert Continental Teams (7)- An Post-ChainReaction - Armée de terre - HP BTP-Auber 93 - Roubaix Métropole européenne de Lille - Veranclassic-Ago - Verandas Willems - Wallonie Bruxelles-Group Protect |
| |

## Etappen
| Etappe    | Datum   | Etappenorte              | type             | Länge (km) | Etappensieger    | Gesamtführender  |
| --------- | ------- | ------------------------ | ---------------- | ---------- | ---------------- | ---------------- |
| 1. Etappe | 3. Feb. | Bellegarde – Beaucaire   | Flachetappe      | 152,8      | Bryan Coquard    | Bryan Coquard    |
| 2. Etappe | 4. Feb. | Nîmes – Méjannes-le-Clap | Flachetappe      | 152,8      | Bryan Coquard    | Bryan Coquard    |
| 3. Etappe | 5. Feb. | Bessèges – Bessèges      | Hügelige Etappe  | 152,6      | Sylvain Chavanel | Sylvain Chavanel |
| 4. Etappe | 6. Feb. | Tavel – Laudun-l’Ardoise | Hügelige Etappe  | 148,4      | Ángel Madrazo    | Sylvain Chavanel |
| 5. Etappe | 7. Feb. | Alès – Alès              | Einzelzeitfahren | 11,9       | Jérôme Coppel    | Jérôme Coppel    |

## Wertungsübersicht
| Etappe         | Etappensieger    | Gesamtwertung ·  | Punktewertung · | Bergwertung ·   | Nachwuchswertung ·  | Teamwertung    |
| -------------- | ---------------- | ---------------- | --------------- | --------------- | ------------------- | -------------- |
| 1              | Bryan Coquard    | Bryan Coquard    | Bryan Coquard   | Roland Thalmann | Anthony Turgis      | Direct Énergie |
| 2              | Bryan Coquard    | Bryan Coquard    | Bryan Coquard   | Roland Thalmann | Dylan Page          | Direct Énergie |
| 3              | Sylvain Chavanel | Sylvain Chavanel | Bryan Coquard   | Jérôme Cousin   | Antoine Warnier     | FDJ            |
| 4              | Ángel Madrazo    | Sylvain Chavanel | Bryan Coquard   | Roland Thalmann | Pierre-Roger Latour | FDJ            |
| 5              | Jérôme Coppel    | Jérôme Coppel    | Bryan Coquard   | Roland Thalmann | Pierre-Roger Latour | FDJ            |
| Wertungssieger | Wertungssieger   | Jérôme Coppel    | Bryan Coquard   | Roland Thalmann | Pierre-Roger Latour | FDJ            |